# ليو فانغ
ليو فانغ (بالصينية: 劉芳) هي مؤدية وموسيقية صينية، ولدت في 1974 في كونمينغ في الصين.

## وصلات خارجية
- الموقع الرسمي
- ليو فانغ على موقع ميوزك برينز (الإنجليزية)
- ليو فانغ على موقع ديسكوغز (الإنجليزية)